# Lerista puncticauda
Espèce
Lerista puncticauda est une espèce de sauriens de la famille des Scincidae.

## Répartition
Cette espèce est endémique d'Australie-Occidentale en Australie.

## Publication originale
- Storr, 1991 : Partial revision of the Lerista macropisthopus group (Lacertilia: Scincidae). Records of the Western Australian Museum, vol. 15, no 1, p. 149-161 (texte intégral).